# Teningen
Teningen là một thị xã nằm ở huyện Emmendingen, thuộc bang Baden-Württemberg, Đức. Nơi đây nằm bên bờ sông Elz, cách Freiburg 15 km về phía bắc. Đô thị này có diện tích 40,26 km², dân số thời điểm 31 tháng 12 năm 2020 là 12.093 người.

## Thị trưởng
- Friedrich Engler: 1945-1946
- Wilhelm Höfflin: 1946–1956
- Josef Schmidt: 1957–1972
- Willy Bolz: 1972–1980
- Hermann Jäger: 1980–2009
- Heinz-Rudolf Hagenacker: 2009

## Địa phương kết nghĩa
- La Ravoire, Pháp, từ năm 1984
- Zeithain, Đức, từ năm 1990

## Thư viện ảnh

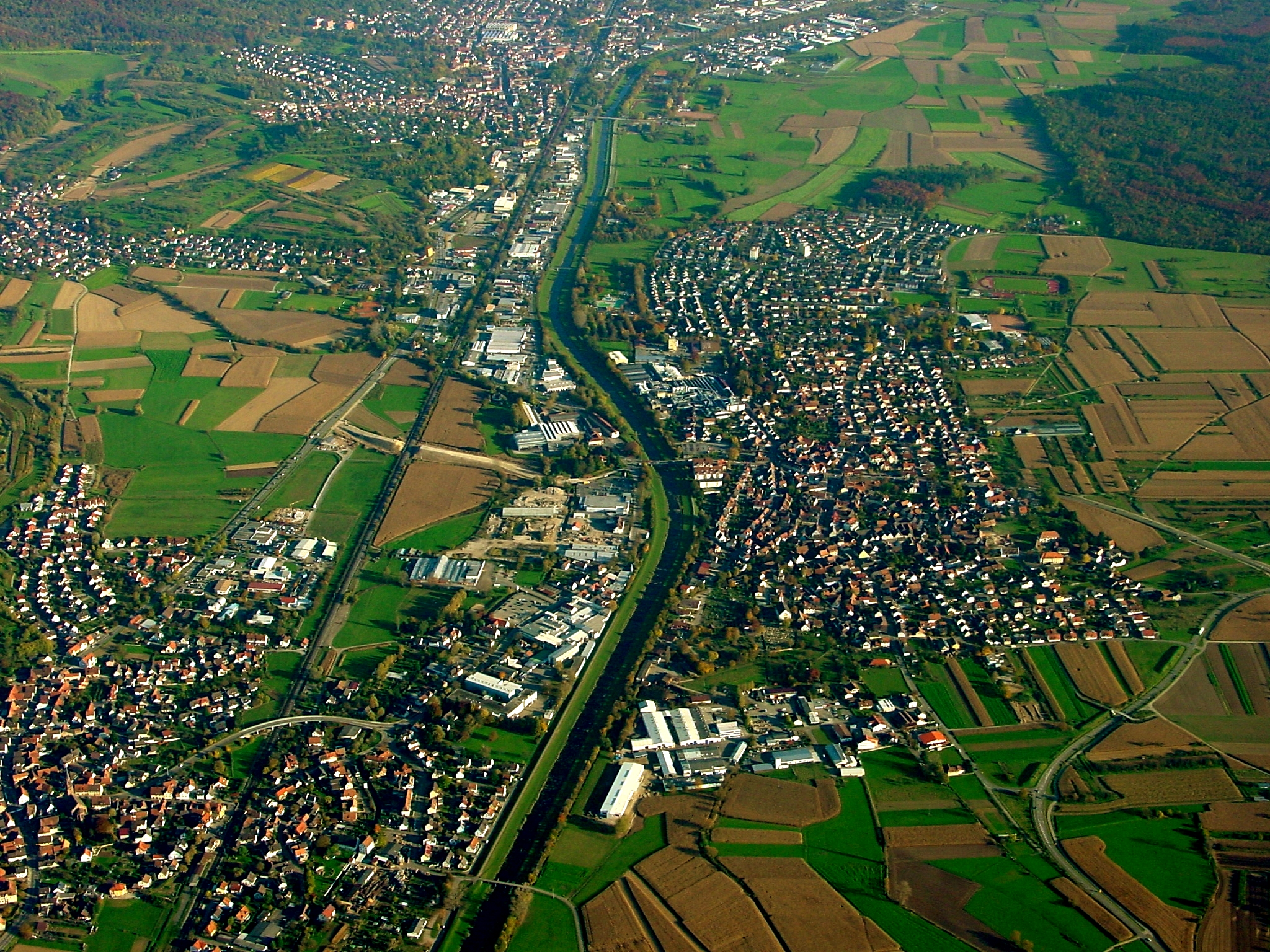
Teningen (bên phải, Köndringen bên trái); Hướng tây bắc
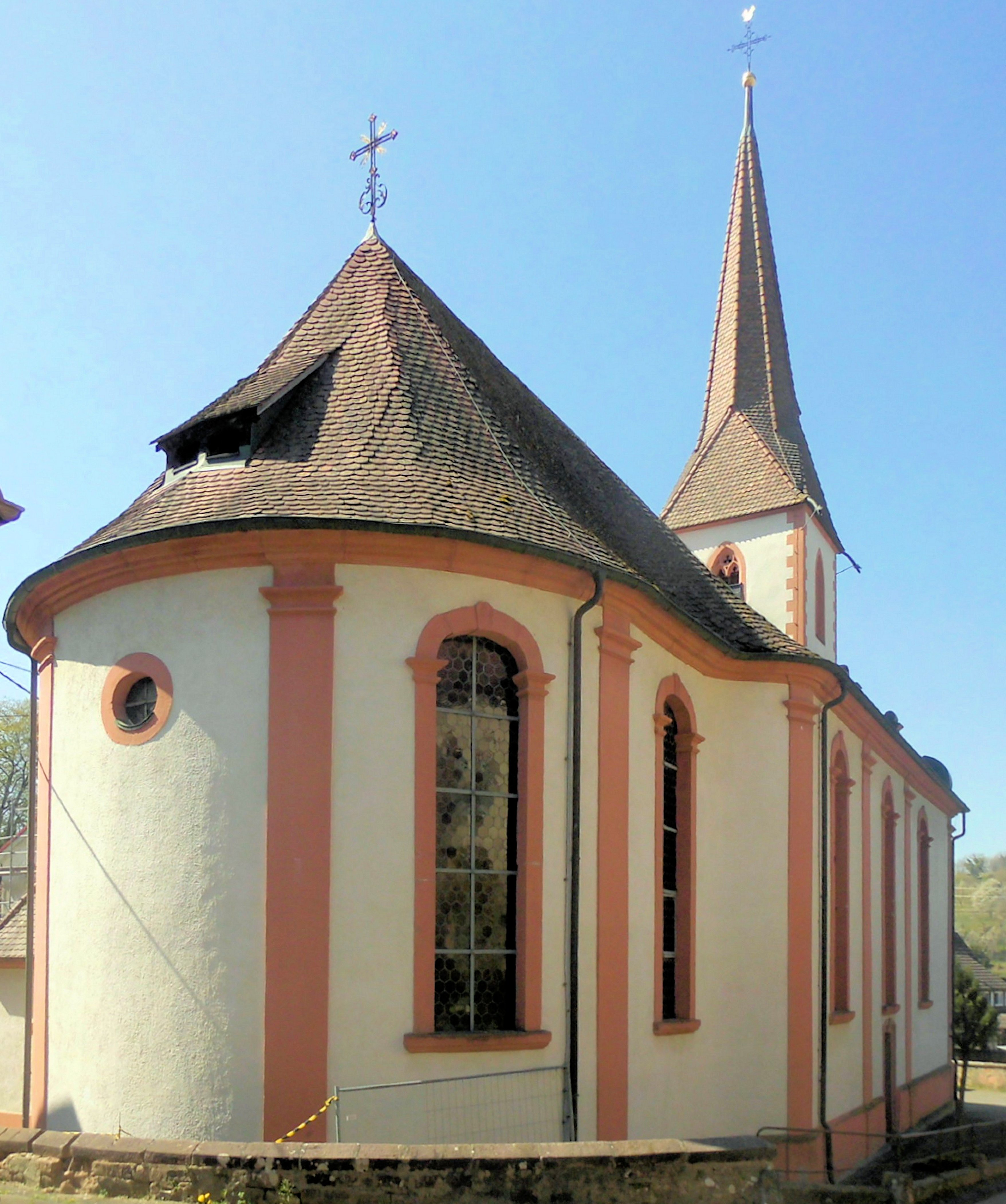
Nhà thờ Giáo xứ Thánh Gallus, Heimbach
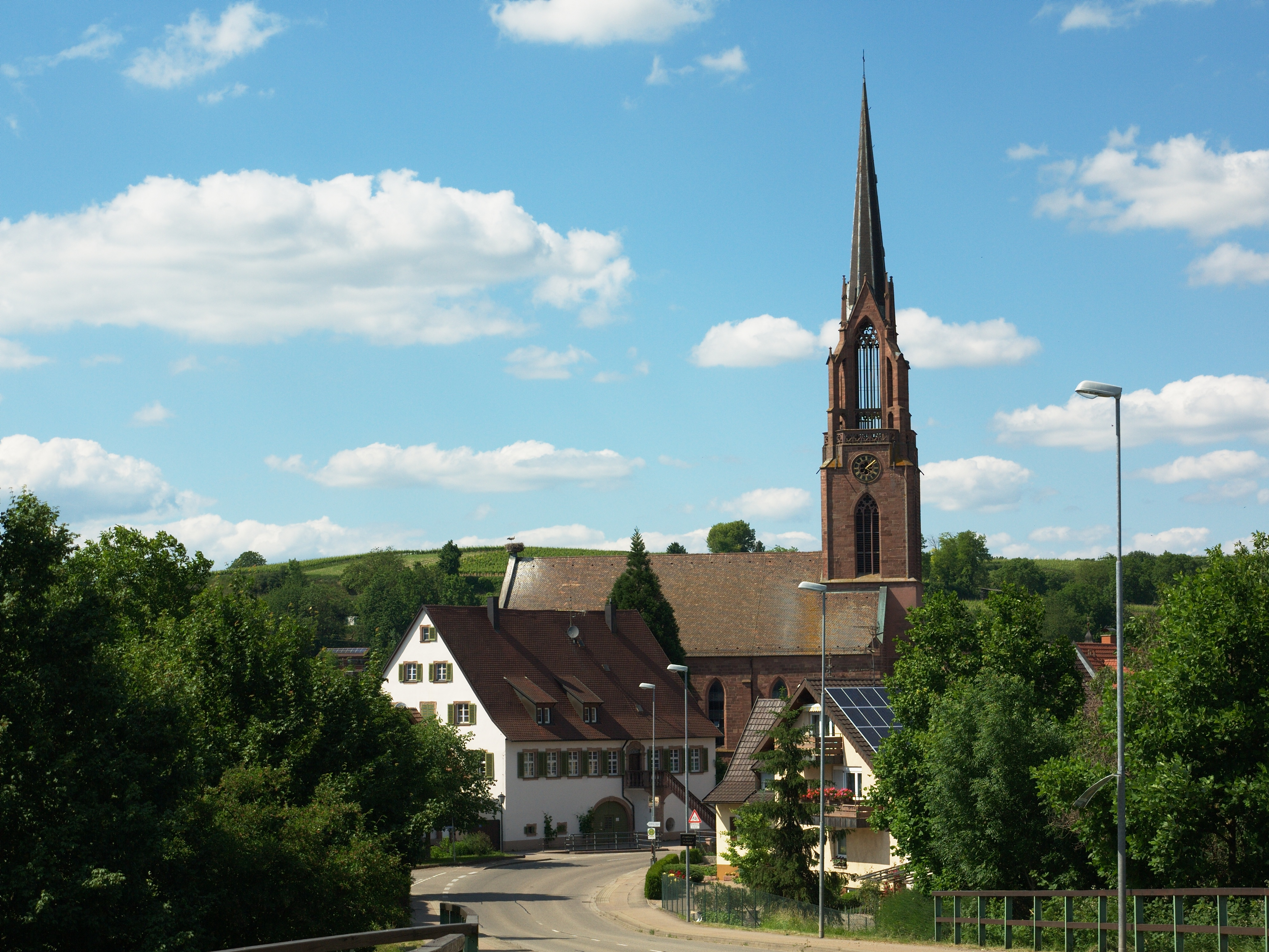
Nhà thờ truyền giáo
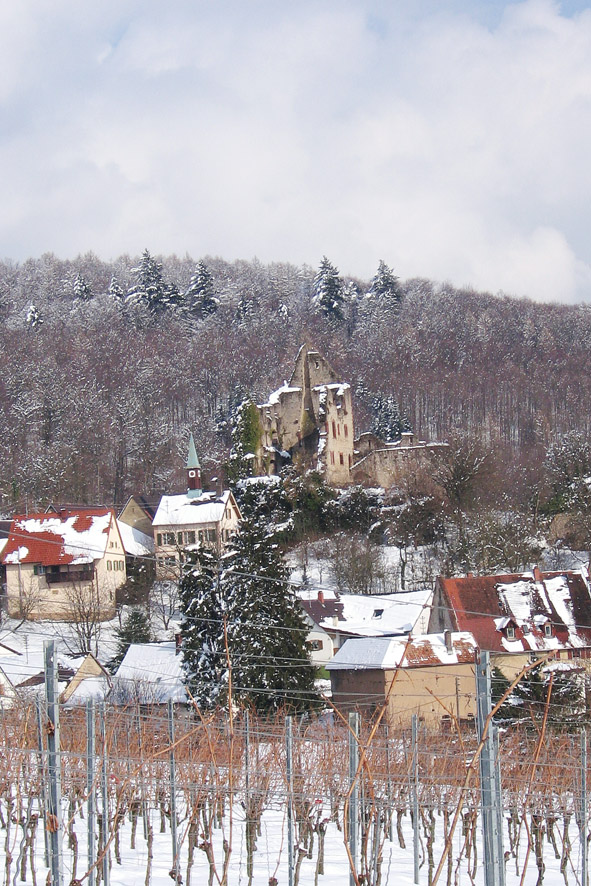
Một khu dân cư
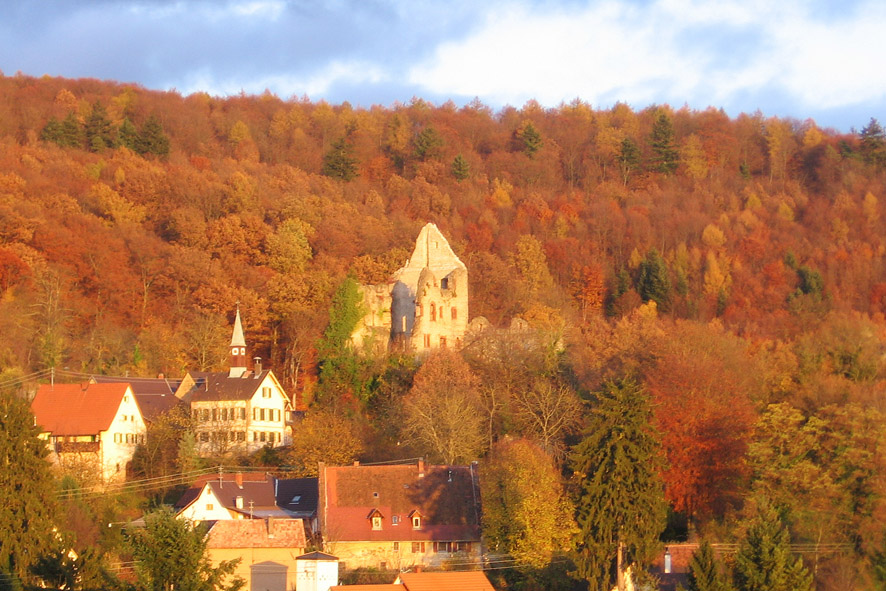
Lâu đài Landeck
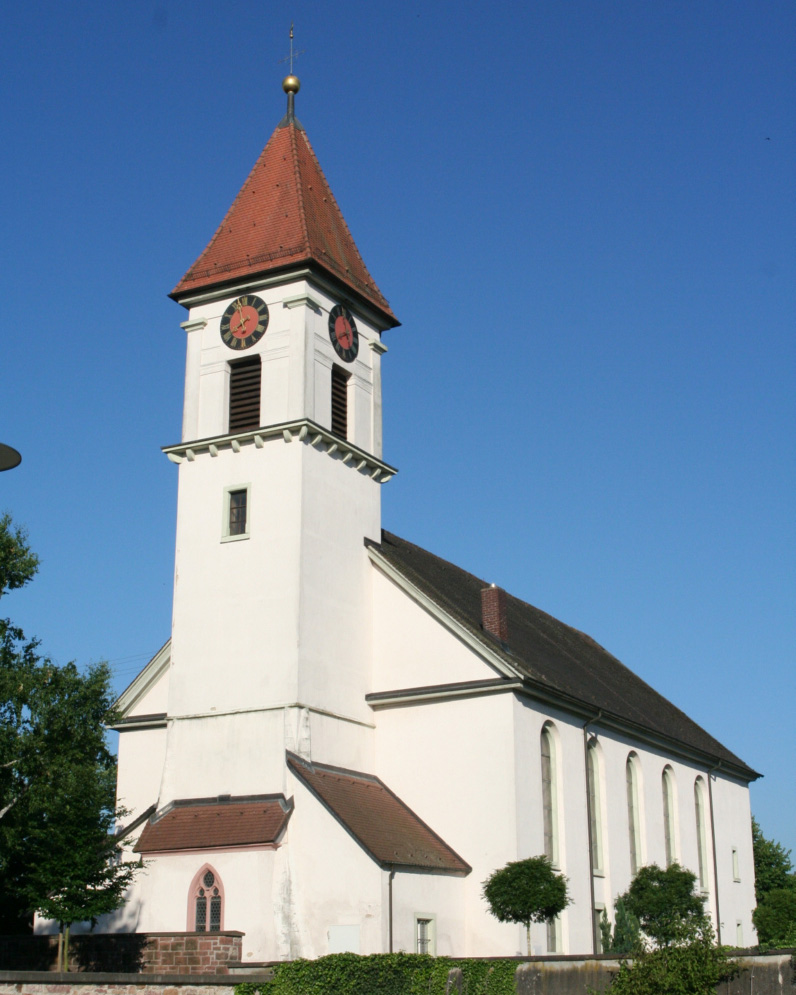
Nhà thờ Teningen
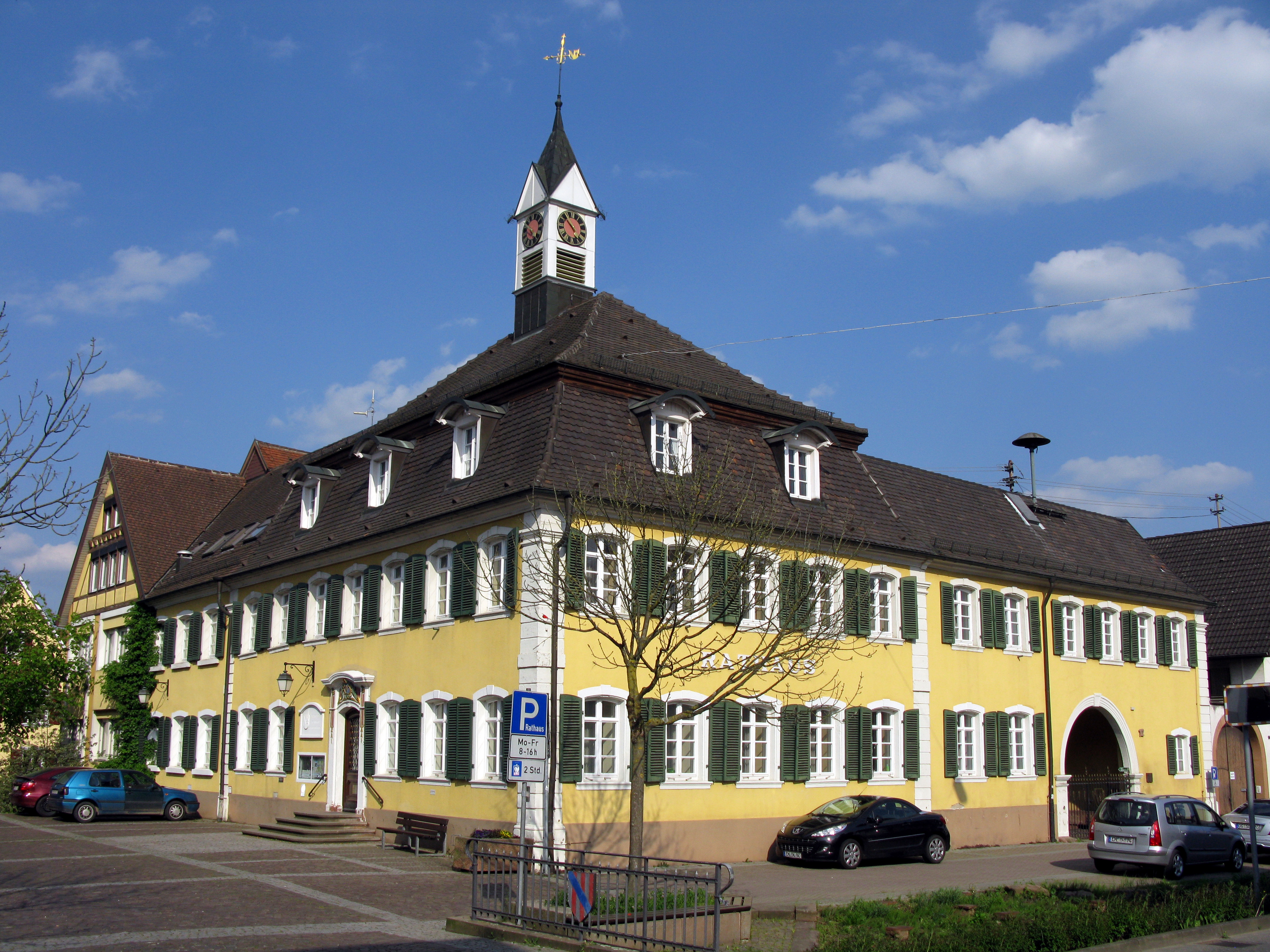
Tòa thị chính ở Teningen
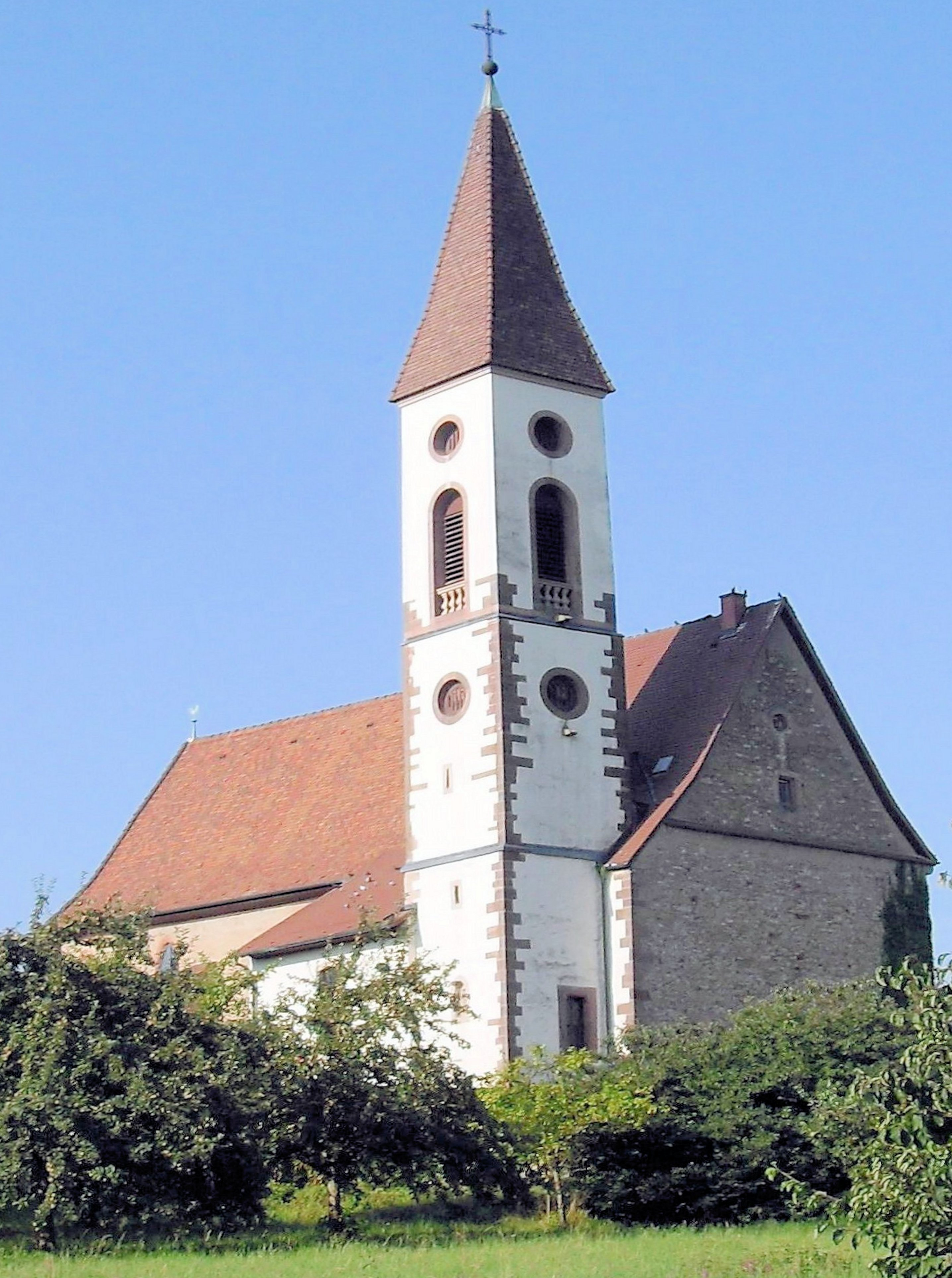
Bergkirche ở Nimburg